# Heinrich Roessler

Heinrich Roessler

Heinrich Roessler (* 9. Januar 1845 in Frankfurt am Main; † 15. April 1924 ebenda) war ein deutscher Chemiker und Unternehmer. Er gründete die Deutsche Gold- und Silber-Scheideanstalt (Degussa AG) und entwickelte neuartige Reinigungs- und Umweltschutzverfahren bei der Herstellung von Silber und Gold. Er förderte elektrolytische Verfahren zur Gold- und Silbergewinnung. Ihm gelang die industrielle Produktion von Glanzgold zur Beschichtung von Glas, Porzellan, Keramik. 
Bedeutsam waren auch seine sozialen Anliegen für Mitarbeiter des Unternehmens, er richtete eine Unfalls- und Pensionskasse ein und verringerte die Arbeitszeit.

## Leben
Heinrich Roessler war der zweite Sohn von Friedrich Ernst Roessler (1813–1883), Münzwardein in Frankfurt am Main. Seine Mutter war Marie Caroline Andreae-Willemer (1821–1906). Er war verheiratet mit Agnes Charlotte Friederike Schneider (1849–1934). Sein Sohn war der Chemiker und Industrielle Fritz Roessler (* 27. Juni 1870 Frankfurt, † 17. November 1937 Königstein i.Ts.).
Nach Besuch der Frankfurter Privatschule Abel & Simon wechselte Roessler im Jahr 1856 auf die Realschule in Darmstadt. Im Jahr 1861 bestand Roessler das Abitur und besuchte danach die Abteilung Chemie der Darmstädter höheren Gewerbeschule. Von 1862 bis 1866 studierte er Chemie und Metallurgie an der Bergakademie Freiberg, wo er sich wie schon sein Bruder Hector dem Corps Franconia anschloss.
Bei Friedrich Wöhler in Göttingen fertigte Roessler am 12. Februar 1866 seine Doktorarbeit Ueber die Cyanverbindungen des Palladiums an.
Roessler bekam im Jahr 1866 ein Angebot von der Silberschmelzhütte in Braubach.
Dort lernte er auch seine spätere Frau, die Tochter eines Inspektors der Hütte, kennen.
Als Frankfurt 1866 preußisch wurde, verlor sein Vater die Rechte an der Frankfurter Münze. Der chemische Betrieb des Vaters wurde von der Münzgasse an die Schneidwallgasse verlegt. Ab 1. Januar 1868 führten Heinrich und Hector Roessler das Unternehmen unter der Firma Friedrich Roessler Söhne.
1867 wurde Roessler Mitglied des Physikalischen Vereins. Ab 1871 hielt er dort wissenschaftliche Vorträge und führte von 1887 bis 1888 und von 1892 bis 1894 den Vereinsvorsitz. Von 1875 bis 1908 gehörte Roessler als Abgeordneter der Demokraten mit Unterbrechungen der Frankfurter Stadtverordnetenversammlung an, darunter von 1880 bis 1884 und von 1901 bis 1907 als stellvertretender Vorsitzender. Dort setzte er sich nachdrücklich für das Allgemeine Wahlrecht ein.
Roessler war Mitglied der Deutschen Volkspartei und Mitinitiator des Frankfurter Friedensvereins, der Deutschen Friedensgesellschaft sowie des Verbands für internationale Verständigung.

## Unternehmerische Erfolge
Unter dem Einfluss von Heinrich Roessler wuchs das Unternehmen schnell. Er entwickelte im Jahr 1870 ein Verfahren zur Ausfällung von Silber aus schwefelsaurer Silbersulfatlösung, die beim Lösen von alten Silbermünzen entstand, mit Eisen statt mit dem teuren Kupfer. Das Verfahren war so vorteilhaft, dass es auch in den Scheideanstalten von München, Paris und London bis zur Einführung der Silberelektrolyse (1892) genutzt wurde.
Mit der Währungsumstellung von Gulden und Talern auf Mark wurden größere Mengen an Münzen und Münzmetall benötigt. Da den Roesslers das nötige Kapital zum Ankauf von Metall und Produktionseinrichtungen fehlte, gründeten sie im Jahr 1872 eine Aktiengesellschaft, die Degussa AG. Dabei wurde der ganze private Besitz des Unternehmens Friedrich Roessler Söhne in Eigenkapital der Degussa AG umgewandelt. Die Familie Roessler behielt 26 % des Kapitals der Aktiengesellschaft, Heinrich und Hector wurden zu Direktoren.
Schnell stieg das hergestellte Scheidemetall der Degussa von 29 Tonnen (1872) auf 550 Tonnen (1876). Im Jahr 1877 wurde ein zweiter Scheidebetrieb an der Gutleutstraße errichtet. Heinrich entwickelte auch ein Reinigungsverfahren gegen das bei der Produktion austretende Schwefeldioxid. Hierbei wurden die Abgase mit gesättigter Kupfersulfatlösung behandelt, wobei in Gegenwart von Luftsauerstoff die aus dem Schwefeldioxid entstandene Schweflige Säure zu Schwefelsäure oxidiert wurde. Dieses Roessler’sche Verfahren zur Beseitigung von Schwefliger Säure aus Hüttenrauch und Fabrikgasen wurde 1882 patentiert.
Für die elektrolytische Silberabscheidung verglich Roessler mehrere Verfahren. Erst 1892 wurde das Möbius-Verfahren zur elektrolytischen Silbergewinnung bei der Degussa AG eingeführt. Es wurden 70 große Bäder zur elektrolytischen Herstellung von Silber, Gasgeneratoren zur Stromerzeugung von Möbius auf dem Werksgelände aufgestellt. Mit dem elektrolytischen Verfahren konnte an einem Tag etwa 800 kg Silber gewonnen werden.
Im Jahr 1895 erwarb Roessler das Verfahren zur Goldgewinnung nach Emil Wohlwill von der Norddeutschen Affinerie.
Ab 1880 wurde Glanzgold, eine Lösung von Goldverbindungen in etherischen Ölen, zur Dekoration von Glas, Porzellan, Keramik durch Einbrennen industriell hergestellt. Nach einigen Verbesserungen – durch den Zusatz von etwas Rhodium wurde die Haftfestigkeit erhöht – entwickelte sich das Geschäft mit Glanzgold sehr gut. Es wurden weitere Produktionsstätten gegründet (in den USA in Brooklyn im Staat New York und Perth Amboy im Staat New Jersey).
Auch die Entwicklung von Porzellanfarben bei der Degussa war Roesslers Verdienst. Er entwickelte ein besonderes Kobaltoxyd. 
Roessler entwickelte auch ein Verfahren zur Entsilberung von Blei durch Zink.
Ein Schwerpunkt für die Forschung und Produktion war die Weiterentwicklung des Ofenbaus. Hierbei entstanden die Roesslerschen Gas-Muffelöfen und die 1885 patentierten Gas- und Koksöfen mit Luftvorwärmung, womit man eine um 200 bis 300 °C höhere Ofentemperatur erzielen konnte. Dementsprechend wurden auch die Schmelzöfen bei der Degussa umgebaut, was zu erheblichen Brennmaterialersparnissen führte.

## Ehrungen
1909 erhielt Roessler den Professorentitel verliehen. Der Physikalische Verein ernannte ihn 1923 zum Ehrenmitglied. Die Bergakademie Freiberg verlieh ihm 1923 die Ehrendoktorwürde. Nach Roessler ist die Heinrich-Roessler-Straße im Frankfurter Stadtteil Dornbusch benannt. Die Fachgruppe Chemieunterricht der Gesellschaft Deutscher Chemiker benannte den Heinrich-Roessler-Preis für Chemiedidaktik nach ihm.